# Euphoresia punctum
Euphoresia punctum är en skalbaggsart som beskrevs av Thomson 1858. Euphoresia punctum ingår i släktet Euphoresia och familjen Melolonthidae. Inga underarter finns listade i Catalogue of Life.